# Tonota

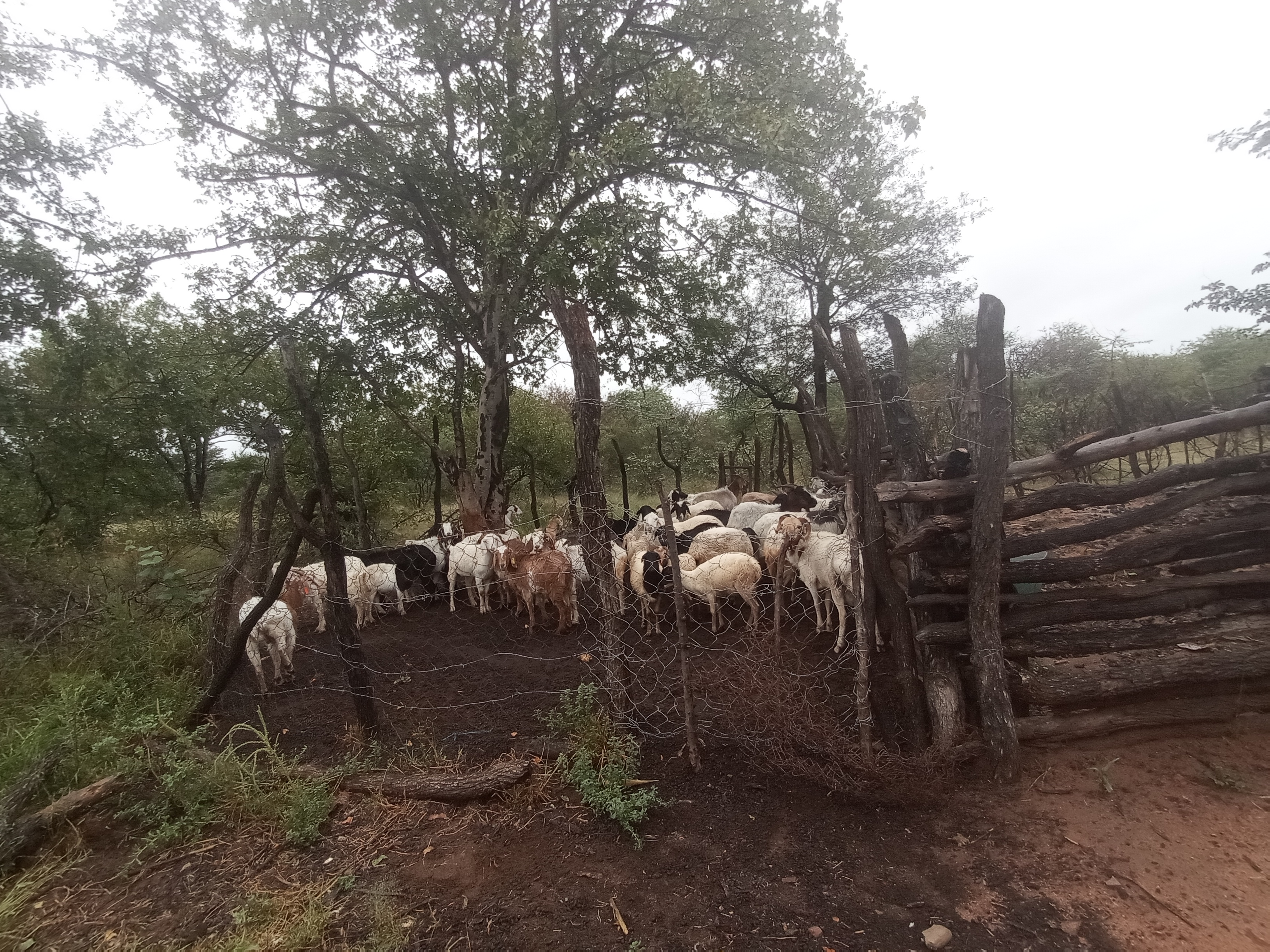
Ganadería

Tonota es una ciudad situada en el Distrito Central, Botsuana. Se encuentra a 400 km al norte de Gaborone, y 27 km al sur de Francistown. Tiene una población de 21.031 habitantes, según el censo de 2011.